# Malik Schah I. (Rum)

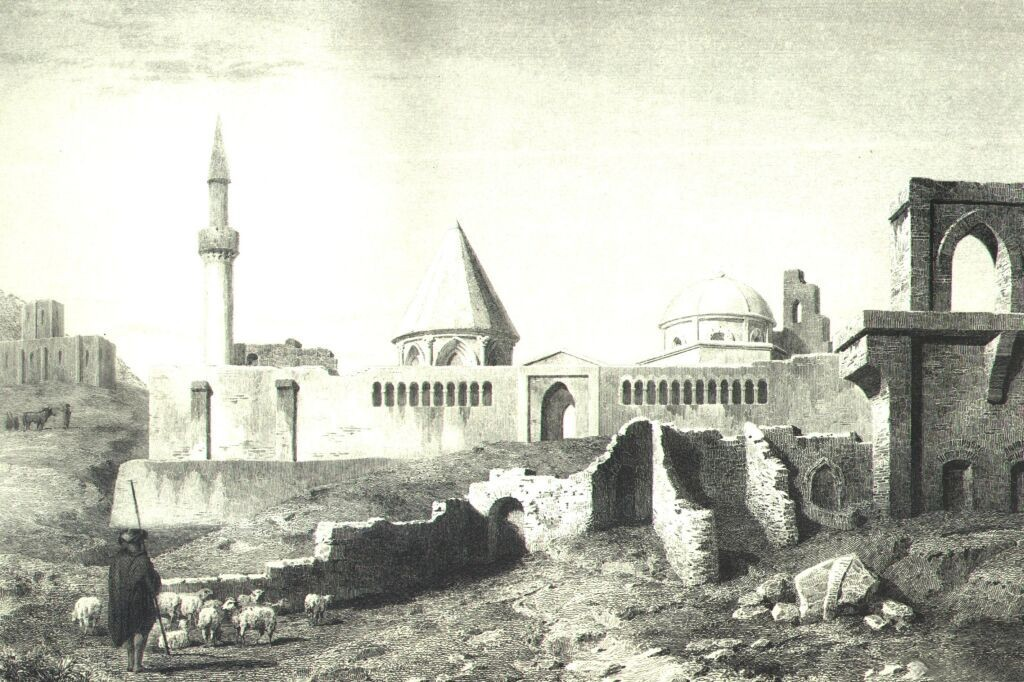
Angenommene Grabstätte Malik Schahs in Konya auf einer Gravur von 1849

Malik Schah I., auch Schahanschah (persisch شاهانشاه, DMG Šāhānšāh, ‚Großherrscher‘, wörtl. „Herrscher der Herrscher“) genannt (türkisch Melikşah; * 1096; † 1117 in Konya), war seldschukischer Sultan von Rum von 1110 bis 1116. Er war der ältere Sohn von Kilidsch Arslan I. Er darf nicht verwechselt werden mit dem gleichnamigen Malik Schah I., der ein Sohn Alp Arslans war.
Sein Vater hatte mehrere Schlachten gegen die Kreuzfahrer erfolgreich geschlagen und war auch mit seinem muslimischen Nachbarn im Krieg. Darunter waren die Danischmenden und die Großseldschuken. Kilidsch Arslan I. hatte 1107 den Danischmenden Mossul abgenommen und Malik Schah, der da etwa elf Jahre war, als Verwalter und den General Bozmış als dessen Atabeg eingesetzt. Noch im gleichen Jahr aber ertrank Kilidsch Arslan im Fluss Chabur, nachdem er eine Schlacht gegen die vereinten Kräfte des Ortoqiden Ilghazis, des seldschukischen Verwalters in Syrien Radwans und des großseldschukischen Generals Emir Çavlı verloren hatte. 
Nach dieser Schlacht wurde Malik Schah als Kriegsgefangener und Geisel nach Isfahan an den Hof der Seldschuken gebracht, wo er drei Jahre blieb. Bozmış war mit Malik Schahs Mutter und kleinem Bruder nach Malatya entkommen, wo der Bruder zum Herrscher ausgerufen wurde. Doch durch den Tod Kilidsch Arslans konnten die Byzantiner zuvor verlorene Gebiete im Westen Anatoliens zurückerobern. Die Rum-Seldschuken mussten sich daher nach Zentralanatolien zurückziehen. Während das Reich der Rum-Seldschuken kriselte stiegen die Danischmenden zur stärksten türkischen Kraft in Anatolien auf.
Als Malik Schah 1110 freikam, kehrte er nach Konya zurück und wurde zum Sultan erhoben. Manche Quellen behaupten auch, dass Malik Schah nicht frei gelassen wurde, sondern selber bei einer günstigen Gelegenheit entkam. Er ließ seinen Bruder einsperren und hob ein Heer aus, um Byzanz Westanatolien wieder zu entreißen. Er konnte aber weitere Gebietsverluste nicht verhindern; unter anderem scheiterte 1111 ein Angriff auf das von Thoros I. beherrschte Fürstentum Kleinarmenien. Byzanz unter Kaiser Alexios I. rüstete 1114 selber zum Angriff auf Konya, um Malik Schah, der mit Hilfe anderer türkischer Fürsten ein großes Heer versammelte, zuvorzukommen. Die Byzantiner brachen aber erst 1116 auf und eroberten auf ihrem Zug nach Konya Akşehir. Die Kämpfe gingen hin und her. Doch als Malik Schahs Bruder Mas'ud aus der Haft entkam und mit den Danischmenden paktierte, um Malik Schah zu stürzen, schloss dieser Frieden mit Byzanz. Beide Herrscher trafen sich persönlich und unterzeichneten einen Friedensvertrag. Von hier brach Malik Schah auf, um sich seinem Bruder entgegenzustellen. Die folgende Schlacht verlor er, weil unter anderem auch viele seiner eigenen Männer zu Mas'ud überliefen. Malik Schah wurde geblendet und in Konya unter Arrest gestellt. Der neue Herrscher Sultan Mas'ud I. ließ seinen Bruder 1117 durch eine Bogensehne erdrosseln.

## Quelle
- Malik Schah I. in Türkiye Diyanet Vakfı İslâm Ansiklopedisi (türkisch)

| Vorgänger       | Amt                      | Nachfolger |
| --------------- | ------------------------ | ---------- |
| Kılıç Arslan I. | Sultan von Rum 1110–1116 | Mas'ud I.  |

| Personendaten    | Personendaten  |
| ---------------- | -------------- |
| NAME             | Malik Schah I. |
| KURZBESCHREIBUNG | Sultan von Rum |
| GEBURTSDATUM     | 1096           |
| STERBEDATUM      | 1117           |
| STERBEORT        | Konya          |